# بينيتا جيل
بينيتا جيل (بالإسبانية: Benita Gil)‏ هي مُدرسة إسبانية، ولدت في 14 يناير 1913 في La Ginebrosa ‏ في إسبانيا، وتوفيت في 26 يوليو 2015 في براغ في التشيك.